# 小島一宏 一週間のごぶサタデー
『小島一宏 一週間のごぶサタデー』（こじまかずひろ いっしゅうかんのごぶサタデー）は、東海ラジオで放送されていた朝のワイド番組。2010年4月10日放送開始、2017年9月30日終了。

## 放送時間
全て土曜日の放送。
| 期間    | 期間    | 放送時間（日本時間）   |
| ------- | ------- | ---------------------- |
| 2010.04 | 2013.09 | 09:00 - 11:00（120分） |
| 2013.10 | 2014.03 | 10:00 - 13:00（180分） |
| 2014.04 | 2016.03 | 10:00 - 12:45（165分） |
| 2016.04 | 2016.09 | 07:00 - 12:00（300分） |
| 2016.10 | 2017.03 | 07:30 - 12:00（270分） |
| 2017.04 | 2017.09 | 08:00 - 12:00（240分） |

## パーソナリティ
- 小島一宏（フリーアナウンサー）
- 青山紀子（東海ラジオアナウンサー→2017年4月よりフリーアナウンサー）
  - 『小島一宏 モーニングあいランド』で2002年4月 - 2005年9月までコンビを組み、かつては名古屋テレビ放送に所属した元アナウンサー同士でもある。

## タイムテーブル

### 9時台
- オープニング - 2010年3月に平日の朝ワイド小島一宏 モーニングあいランドの放送が終了し、比較的時間ができるようになった小島の一週間の活動が中心。
- ごぶサタリクエスト（前編）― リスナーからのリクエストを「ごぶさた話」とともに受付、音楽を放送する。
- リサーチ寄らば大樹（前編） - 時事や季節の話題からテーマを設定し（前週公表）、そのテーマに基づきリスナーの投稿を募る。
  - 「ごぶサタリクエスト」と「リサーチ寄らば大樹」は1週ごとに交代して放送される。
- ごぶスタディ - 最近報じられているニュースや話題のから毎週1つのキーワードを取り上げ、小島が解説する。
- ピアゴお買い得情報 - 週替わりでピアゴ各店の担当者が電話で当日のおすすめ商品を2、3品ほどピックアップして紹介。その後、料理研究家が電話出演しおすすめ商品を使ったレシピ紹介がある。『ユーストアお買い得情報』時代からコーナーが放送される時間帯が平均的なスーパーが開店時間とする10時に近いこともあり、『ピアゴはまもなく10時開店です。・・・』といった宣伝文が天野鎮雄によって読まれている。
- ごぶさた話（随時） - リスナーからの「久しぶりに体験した、再会した」などの「ごぶさた話」を紹介する。
- ニュース・天気予報・交通情報

### 10時台
- 心の絆 伝えたい手紙 - 亡くなったり音信不通となった人に向けてのメッセージをリスナーから募集し、紹介する。
- ごぶサタリクエスト（後編）
- リサーチ寄らば大樹（後編） - テーマに関するリスナーの投稿を紹介し、最終的に全体の傾向を総括する。1名に「寄らば大樹」賞が贈呈。
- 高橋佳延 家づくり指南番 - スポンサーの建築会社社長の高橋が、家づくりについてのアドバイスやリスナーからの質問に回答する（聞き手：東海ラジオ放送アナウンサー・成田香織）
- こじまんち - 新作邦画・演劇・歌手などゲストを招き、小島がインタビューするが、映画と関わりが深い小島とあってか、全般的に新作邦画関係者が登場する割合が多い。インタビューの冒頭は必ず「ゲストのごぶさた話」を披露してから本編に入る。
- バンブー・涙子のそんぽのホント - 文化放送からのネット（出演：文化放送アナウンサー竹内靖夫・吉田涙子）
- のりこのごくらぶ - 青山が気に入ったもの、気になるものを紹介。※休止の場合あり。
- ニュース・天気予報・交通情報
- エンディング - 各コーナーのプレゼント当選者の発表、「リサーチ寄らば大樹」のテーマ発表など。

### 過去のコーナー
- クイズ寄れば文殊 - 城の天守閣に使われた瓦の枚数、あずきミルクアイスバー1本に使用される小豆の数など「生活に役に立たないナンセンスな問題」が出題されリスナーから解答を寄せる。前週に問題が出題され、9時台の出題編で、出題の主旨および参考資料の紹介が行われ、10時台の解答編でリスナーからの解答を紹介したり小島・青山が予想したりした後、回答（封書に封入されているため2人も知らない）の発表がある。名解答＆迷解答の中から1名に「寄れば文殊」賞が贈呈される。

## 小島一宏 一週間のごぶサタデーBB
東海ラジオのインターネットラジオ"commuf@radio"の番組コンテンツのひとつ。各回の放送の反省点や放送で取り上げられないトークを展開している。毎週木曜日更新（年末年始などは更新が1回休みになる）。